# Carola Rosenberg-Blume
Carola Rosenberg-Blume (geboren als Carola Rosenberg 6. Juni 1899 in Neudenau; gestorben 18. August 1987 in Redlands, Kalifornien) war Gründerin und Leiterin einer Institution für Frauenbildung an der Volkshochschule Stuttgart. 

## Leben
Carola Rosenberg studierte Germanistik, Philosophie und Psychologie. 1924 kam sie nach Stuttgart und baute an der VHS Stuttgart die Frauenabteilung auf. Sie leistete eine bahnbrechende Frauenbildungsarbeit. Ihr besonderes Anliegen war es, auch die Fabrikarbeiterinnen für die Volkshochschule zu gewinnen. Dafür ging sie in die Fabriken und bot den Frauen entsprechend dort vor Ort Kurse an. Dennoch wurde sie wegen ihrer jüdischen Abstammung 1933 fristlos entlassen. 1936 emigrierte sie mit ihrem (nichtjüdischen) Mann, dem Schriftsteller Bernhard Blume, und ihren beiden Söhnen in die USA.

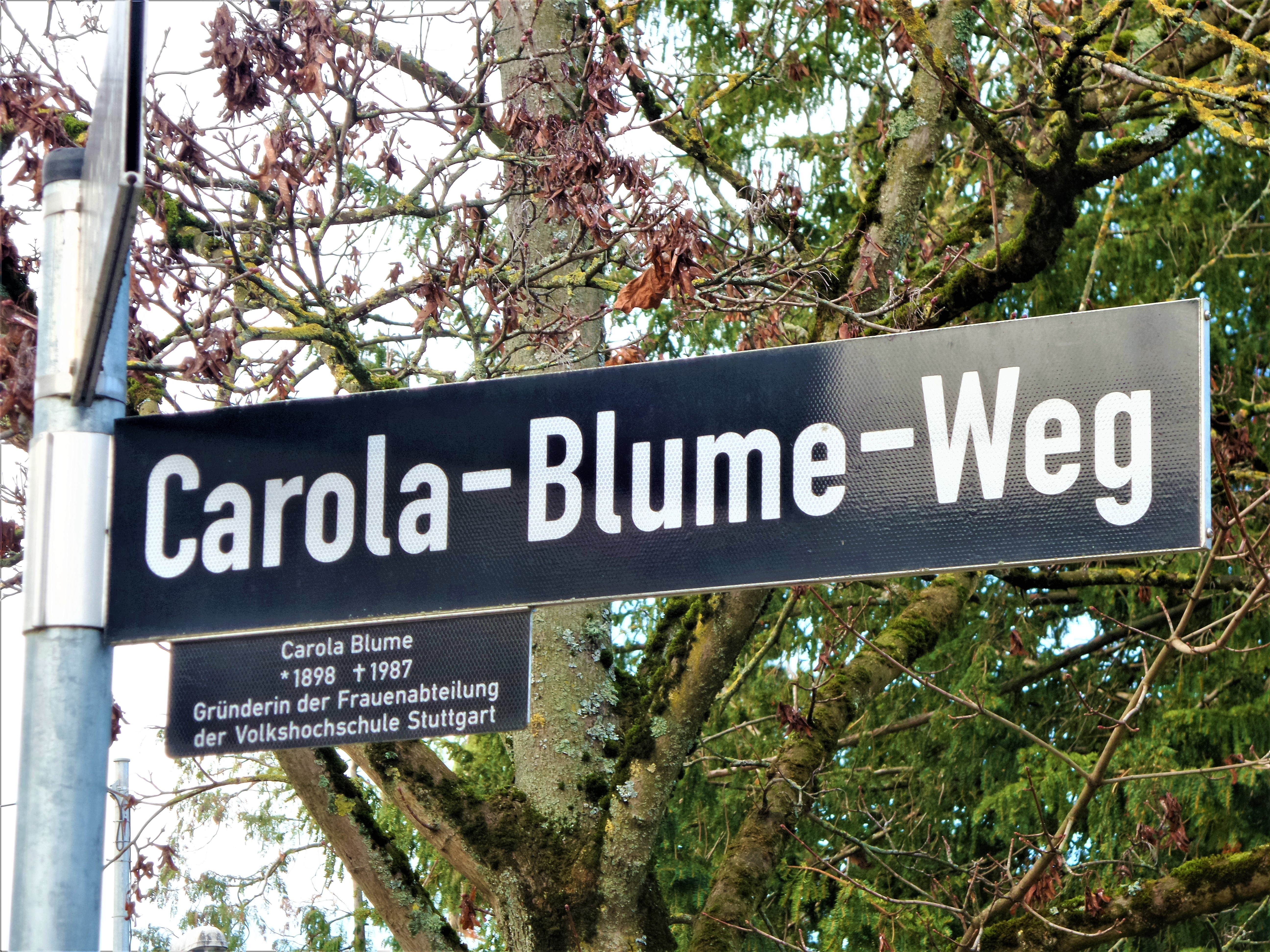
Carola-Blume-Weg in Stuttgart

## Ehrungen
- Die Frauenakademie Stuttgart wurde 1999 nach ihr benannt und erhielt den Namen Carola-Blume-Akademie.
- 2010 wurde der Carola-Blume-Weg in Stuttgart nach ihr benannt.

## Schriften
- Die Berufseinstellung und Interessen der weiblichen Jugend. Ein Beitrag zur Jugendkunde des weiblichen Geschlechts auf Grundlage einer Erhebung an Schulen Münchens und Stuttgarts. Diss. München 1923; im Auszug veröffentl. München 1925.